# Мурахи під спідницею
«Мурахи під спідницею» (оригінальна назва — «Тільки Беа»; норв. Bare Bea) — норвезька молодіжна драма 2004 року.

## Сюжет
Дівчині Беа шістнадцять років. Їй подобається хлопець з її школи Данієль, і, здається, вона подобається йому. Але є проблема: у Беа немає сексуального досвіду, а в їхньому середовищі не прийнято займатися сексом в перший раз з тим, хто тобі подобається. Вихід підказує Міа — подруга Беа, яка знайомить Беа з Андерсом, дев'ятнадцятирічним хлопцем, з яким Беа і втрачає цноту. Після цього вона вступає в стосунки з Данієлем, але з часом розуміє, що він їй не так вже й подобається, як вона гадала. Вона готова продовжити стосунки з Андерсом...

## У ролях
| Актор                   | Роль    |
| ----------------------- | ------- |
| Кая Фосс                | Беа     |
| Камілла Грьонлі Гартвіг | Міа     |
| Еспен Клуман Хойнер     | Данієль |
| Кім С. Фальк-Йоргенсен  | Андерс  |